# MYT1L
MYT1L‏ (Myelin transcription factor 1 like) هوَ بروتين يُشَفر بواسطة جين MYT1L في الإنسان.